# Ernst Hähnel

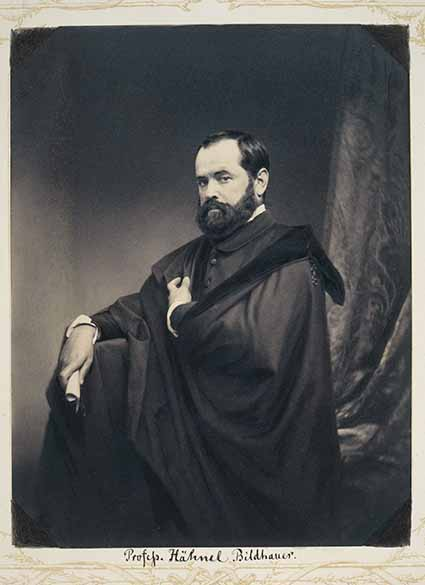
Ernst Julius Hähnel.

Ernst Julius Hähnel, född 9 mars 1811 i Dresden, död där 22 maj 1891, var en tysk skulptör.
Ernst Hähnel studerade först arkitektur i sin födelsestad och i München, men övergick i Florens till bildhuggeriet. I Rom greps han av Michelangelos verk och skapade under detta inflytande reliefen 'Penelope och Telemachos med friarna. 
På hemvägen stannade han 1835–38 i München, där han slöt sig till Schwanthaler och Cornelius, och kort därefter utförde han sitt yppersta arbete: Bacchuståg för teatern i Dresden (1840), vilket förstördes, då teatern brann 1869, men finns i behåll i avgjutningar. 
Ytterst alsterrik, utförde han dels historiskt monumentala stoder, som Beethoven i Bonn (1845), kejsar Karl IV i Prag (1846), konung Fredrik August II i Dresden (1866), skalden Theodor Körner i Dresden (1871), hertig Fredrik Vilhelms ryttarstaty i Braunschweig (1874), Leibniz staty i Leipzig (1883), dels dekorativa och ideala figurer och grupper.
Bland de senare kan nämnas Rafael (museet i Dresden och, utförd i marmor, i Leipzigs museum och Berlins nationalgalleri), de från den brunna teatern räddade statyerna Sofokles, Aristofanes, Shakespeare och Molière (i nuvarande teatern jämte flera), vidare Bacchus med Ganymedes och Amor samt Eva med Abel och Kain. 
Han utförde även flera arbeten för operahuset i Wien. Många av Hähnels verk är samlade i Albertinum i Dresden. Ett
litografiskt planschverk över dem utkom 1882–87.